# Wlingi (plaats)
Wlingi is een bestuurslaag in het regentschap Blitar van de provincie Oost-Java, Indonesië. Wlingi telt 6687 inwoners (volkstelling 2010).